# Namborn
Namborn ist eine saarländische Gemeinde im Zentrum des Landkreises St. Wendel und liegt etwa 40 km nordöstlich von Saarbrücken an der B 41 und der Bahnlinie Saarbrücken–Bingen/Mainz. Bekanntestes Wahrzeichen der Gemeinde ist die Ruine der Liebenburg auf dem Schloßberg im Ortsteil Eisweiler.

Der Verwaltungssitz befindet sich wegen der günstigen Verkehrsanbindung und der zentralen Lage im Ortsteil Hofeld-Mauschbach. Die Entfernung zum Bostalsee beträgt ca. 10 km und zur Kreisstadt St. Wendel ca. 7 km.

## Geographie

### Lage
Namborn befindet sich in waldreicher Mittelgebirgslandschaft zwischen den Flüssen Nahe und Blies im Naturpark Saar-Hunsrück. Höchste Erhebung ist der Friedenberg (Hirstein) mit 509 m; die tiefste Stelle befindet sich mit 298 m dort, wo der Todbach das Gemeindegebiet nach St. Wendel (Urweiler) verlässt. Anerkannte Naturdenkmäler finden sich in Baltersweiler (Wendalinushöhle), in Furschweiler (Linde), in Namborn (Felswand Allerbach) und in Roschberg (3 Eichen).

### Gemeindegliederung
Die Gemeinde Namborn umfasst folgende zehn Ortsteile:
Baltersweiler, Eisweiler, Furschweiler, Gehweiler, Heisterberg, Hirstein, Hofeld-Mauschbach, Namborn, Pinsweiler und Roschberg.

### Naturschutz
Ein etwa 10 ha großes Areal Schlossberg im Ortsteil Eisweiler ist wegen Vorkommen mehrerer seltener Pflanzenarten seit Februar 1937 bzw. November 1957 als Naturschutzgebiet geschützt und ist damit das älteste Naturschutzgebiet des Saarlandes. Seit November 1983 gibt es mit dem Gebiet Weiherbruch und Rohrbachwiesen im Ortsteil Namborn gemeinsam mit der Nachbargemeinde Oberthal ein zweites Naturschutzgebiet mit einer Größe von 19,68 ha.

Des Weiteren gehören Teile der Gemarkungen Heisterberg, Hirstein, Hofeld-Mauschbach, Namborn und Pinsweiler zum Landschaftsschutzgebiet des Landkreises St. Wendel. Das gesamte Gemeindegebiet liegt im Naturpark Saar-Hunsrück

Die Verordnung zur Festsetzung des Überschwemmungsgebietes am Todbach und die Wasserschutzgebietsverordnung „Rohrbacher Wiesen“ schützen weitere Teilbereiche.
Ebenso besteht seit Oktober 2016 das Landschaftsschutzgebiet „Grauer Dorn bei Baltersweiler“ – L 6508-304 – in einer Größe von 6,36 ha. Das Schutzgebiet liegt auf Flächen der Gemeinde Namborn, dort in den Gemarkungen Baltersweiler und Hofeld-Mauschbach sowie der Stadt St. Wendel, in der Gemarkung Bliesen. Neben der in der vorgenannten Verordnung enthaltenen Übersichtskarte gibt es hierzu noch eine „Detailkarte L 6508-304 – Grauer Dorn bei Baltersweiler“.

## Geschichte
Zahlreiche Bodenfunde aus der Kelten- bzw. Römerzeit, die in den Orten Baltersweiler, Eisweiler, Furschweiler, Bornerhof, Heisterberg, Hirstein, Namborn und Roschberg entdeckt bzw. teilweise freigelegt wurden, belegen eine frühe Besiedlung des Gemeindegebietes. Auch die 1220 urkundlich erstmals erwähnte und vermutlich um 1200 erbaute Liebenburg auf dem Schloßberg (Eisweiler) ist ein weiterer Beweis für die Bedeutung des Gebietes.
Seit dem frühen Mittelalter (um ca. 1300) bis zum 1. Juli 1952 ist die geschichtliche Entwicklung der zehn Ortsteile teilweise unterschiedlich verlaufen. Die acht Orte Baltersweiler, Eisweiler, Furschweiler, Gehweiler (teilweise), Heisterberg, Hofeld-Mauschbach, Pinsweiler und Roschberg gehörten bis 1794 zum Amt St. Wendel bzw. zeit- und teilweise zum Amt Liebenberg (Liebenburg) im Kurfürstentum Trier.

Hirstein gehörte zunächst zur Grafschaft Veldenz, die im 15. Jahrhundert im Wege der Erbfolge an Pfalz-Zweibrücken übergegangen ist. Ebenso der Teil des Ortes Gehweiler oberhalb des Eichertsbaches.

Namborn gehörte dagegen zum Amt Schaumburg im Herzogtum Lothringen, das im Jahre 1766 an das Königreich Frankreich fiel. Mit Vertrag vom 15. November 1786 wurde dieses Amt im Tauschwege an Pfalz-Zweibrücken übertragen. Der tatsächliche Übergang erfolgte erst im März 1787.
Durch die Französische Revolution und die folgende Besetzung des gesamten linken Rheinufers im Jahre 1794 sind das Kurfürstentum Trier und das Herzogtum Pfalz-Zweibrücken untergegangen. Unter französischer Herrschaft wurden neue Verwaltungseinteilungen vorgenommen. Die zehn Ortsteile der Gemeinde Namborn waren folgenden Mairien (Bürgermeistereien) zugeordnet:

a) Mairie Walhausen = Baltersweiler, Eisweiler, Furschweiler, Gehweiler, Heisterberg, Hirstein, Hofeld-Mauschbach und Pinsweiler sowie Asweiler, Eitzweiler, Gonnesweiler, Mosberg-Richweiler, Steinberg-Deckenhardt und Walhausen

b) Mairie Oberkirchen = Roschberg sowie Grügelborn, Haupersweiler, Oberkirchen, Reitscheid und Leitersweiler

c) Mairie Namborn = eigene Mairie im Moseldepartement

Die Vereinigung des Moseldepartements mit Frankreich erfolgte am 14. Februar 1793; die Vereinigung des Saardepartements, zu dem u. a. die Mairien Walhausen und Oberkirchen gehörten, erfolgte am 9. Februar 1801 mit dem Abschluss des endgültigen Friedensvertrages. Mit diesem Vertrag wurde Frankreich das gesamte linksrheinische Gebiet überlassen.
Nach der Niederlage Napoleons in der Schlacht bei Leipzig im Oktober 1813 wurde mit Friedensvertrag vom 30. Mai 1814 Frankreich auf seine ehemaligen Grenzen zum 1. Januar 1792 zurückverwiesen. Gleichzeitig begann mit dem Wiener Kongress (18. September 1814 bis 9. Juni 1815) eine Neuordnung der Herrschaftsgebiete. In Artikel 49 und 50 der Wiener Schlussakte wurde das Königreich Preußen verpflichtet, bestimmte Teile der erhaltenen Gebiete u. a. an das Herzogtum Sachsen-Coburg und das Herzogtum Oldenburg abzutreten. In einer Übergangslösung wurden aus „Mairie Walhausen“ bzw. „Mairie Oberkirchen“ ohne Änderung der Zugehörigkeit der einzelnen Gemeinden nunmehr Bürgermeisterei Walhausen bzw. Bürgermeisterei Oberkirchen. Namborn wurde hierbei der Bürgermeisterei Tholey zugeordnet. Die Entlassung o.a. Gebiete an das Herzogtum Sachsen-Coburg Oldenburg wurde mit dem Königlich Preußischen Entlassungs-Patent vom 9. September 1816 ausgesprochen. Durch das Herzoglich Sachsen-Coburgische Besitzergreifungs-Patent vom 11. September 1816 kamen damit neun Orte (außer Hirstein) der heutigen Gemeinde zum Herzogtum Sachsen-Coburg. Mit dem Übergabe-/Übernahme-Protokoll vom 9. April 1817 in Frankfurt, dem Königlich Preußischen Entlassungs-Patent vom gleichen Tage und dem Patent über die Besitznahme des Fürstentums Birkenfeld vom 16. April 1817 kam dagegen der Ort Hirstein zum Herzogtum Oldenburg.
Mit der Bildung von drei Kantonen (St. Wendel, Baumholder und Grumbach) und 15 Bürgermeistereien unter Sachsen-Coburg durch Verordnung vom 11. Januar 1817 entstand u. a. erstmals die Bürgermeisterei Namborn, die folgende Orte umfasste: Namborn, Baltersweiler, Eisweiler, Furschweiler und Born (Bornerhof), Gehweiler, Heisterberg, Hofeld und Mauschbach sowie Pinsweiler. Roschberg kam zur Bürgermeisterei Oberkirchen. Gemäß Verordnung vom 6. März 1819 benannte Sachsen-Coburg das am 11. September 1816 in Besitz genommene Gebiet nunmehr als Fürstentum Lichtenberg (Sitz in St. Wendel). Im Rahmen der Vergrößerung mit nur noch sieben Bürgermeistereien gemäß Verordnung vom 22. September 1823 wurde zum 1. Oktober 1823 u. a. auch die Bürgermeistereien Namborn und Oberkirchen aufgelöst. Im Kanton St. Wendel entstanden dafür nur noch zwei Bürgermeistereien, und zwar die Bürgermeisterei St. Wendel, zu der nunmehr Roschberg (neben 16 anderen Orten) gehörte sowie die Bürgermeisterei Bliesen mit den Orten Bliesen, Oberthal, Güdesweiler, Gronig, Namborn, Eisweiler, Gehweiler, Heisterberg, Pinsweiler, Hofeld und Mauschbach, Baltersweiler, Furschweiler und Bornerhof, Alsweiler, Winterbach und Marpingen.
Durch Staatsvertrag vom 31. Mai 1834 trat das Herzogtum Sachsen-Coburg das Fürstentum Lichtenberg an das Königreich Preußen ab, das durch das Königlich Preußische Besitzergreifungs-Patent vom 15. August 1834 hiervon Besitz nahm. Mit Anordnung vom 25. März 1835 wurde bestimmt, dass mit dem 1. April 1835 das bisherige Fürstentum Lichtenberg dem Regierungsbezirk Trier der Rhein-Provinz einverleibt und nunmehr als Kreis St. Wendel geführt wird. Unter preußischer Regentschaft erfolgte zum 1. Januar 1836 wieder eine Neuordnung der Bürgermeistereien des Kantons St. Wendel in die drei Bürgermeistereien St. Wendel, Alsweiler und Oberkirchen. Nach der Verfügung vom 23. September 1836 gehörten zur Bürgermeisterei Oberkirchen folgende 17 Orte: Alsfassen und Breiten (bis 1843), Baltersweiler, Eisweiler, Furschweiler, Gehweiler, Grügelborn, Haupersweiler und Seitzweiler, Heisterberg, Hofeld, Leitersweiler, Mauschbach, Namborn, Oberkirchen, Pinsweiler, Reitscheid, Roschberg sowie Urweiler. Seit etwa Mitte des 19. Jahrhunderts wurde teilweise die Ortsbezeichnung „Hofeld-Mauschbach“ verwandt, die jedoch erst in den Personenstandsbüchern ab 16. Oktober 1947 ihren dauernden Niederschlag fand.
Der am 10. Januar 1920 in Kraft getretene Friedensvertrag vom 28. Juni 1919 hatte sowohl eine Verwaltungstrennung auf Kreisebene (Kreis St. Wendel-Süd und Kreis St. Wendel-Nord) als auch auf Bürgermeistereiebene (Oberkirchen-Süd und Oberkirchen-Nord) zur Folge (Saargebietsgrenze). Die endgültige Verwaltungstrennung auf Kreisebene erfolgte zum 23. März 1920 mit der Bildung des „Stammkreises“ St. Wendel (St. Wendel-Süd im Saargebiet) und des „Restkreises“ St. Wendel-Baumholder (St. Wendel-Nord in der Rheinprovinz). Bei der am 7. Mai 1920 vollzogenen Verwaltungstrennung der Bürgermeisterei Oberkirchen in Oberkirchen-Süd und Oberkirchen-Nord kamen Gehweiler und Roschberg neben Oberkirchen, Reitscheid, Grügelborn, Leitersweiler und Haupersweiler zu Oberkirchen-Nord. Zum 1. Januar 1921 wurde Roschberg wiederum Oberkirchen-Süd zugeteilt, so dass diese nunmehr die Orte Baltersweiler, Eisweiler, Furschweiler, Heisterberg, Hofeld-Mauschbach, Namborn, Pinsweiler, Roschberg sowie Urweiler umfasste. Mit Erlass der Regierungskommission des Saargebietes vom 7. Mai 1921 wurde die Bezeichnung Bürgermeisterei Oberkirchen-Süd in Bürgermeisterei Namborn (Sitz in St. Wendel) geändert. Die Einführung der Preußischen Amtsordnung im Saarland (ab 1. März 1935 Rückgliederung des Saarlandes) durch Verordnung vom 31. Juli 1935 wandelte zum 1. August 1935 nunmehr die Bezeichnung Bürgermeisterei Namborn in Amt Namborn um. Zum 1. April 1937 ist der oldenburgische Landesteil Birkenfeld (1817 bis 1918 Fürstentum Birkenfeld) auf das Land Preußen übergegangen und bildete mit dem Restkreis St. Wendel-Baumholder ab diesem Zeitpunkt den Landkreis Birkenfeld. Hirstein gehörte somit rd. 120 Jahre zum Fürstentum/Landesteil Birkenfeld (Oldenburg) in der Bürgermeisterei bzw. dem Amt Nohfelden. Gehweiler (ab 1920 Oberkirchen-Nord) kam zunächst zur Bürgermeisterei Oberkirchen (Sitz in Oberkirchen) bzw. Amt Oberkirchen, das zum 1. April 1939 mit dem Amt Burglichtenberg zum neuen Amt Freisen mit Sitz in Berschweiler (seit Sommer 1944 in Freisen) vereinigt wurde. Die Personenstandsbücher wurden vom 1. April 1939 bis 31. Juli 1946 beim Standesamt Berschweiler, jetzt Baumholder, geführt.
Ab 1943 wurden kriegsbedingt die drei Ämter Alsweiler, St. Wendel-Land und Namborn (alle Sitz in St. Wendel) gemeinsam verwaltet. Im März 1945 verlor Heisterberg auf Anordnung der amerikanischen Militärregierung seine Selbständigkeit und wurde Namborn zugeschlagen. Die gemeinsame Verwaltung der drei Ämter wurde zum 1. April 1945 durch die Abtrennung des Amtes Alsweiler aufgehoben und beschränkte sich nur noch auf das Amt Namborn und Amt St. Wendel-Land. Durch Verfügung vom 6. Mai 1946 wurde Heisterberg mit Wirkung vom 14. Mai 1946 wieder als selbständige Gemeinde erklärt. Zum 20. Juli 1946 wurden die bisher dem Kreis Birkenfeld angehörenden Gemeinden Gehweiler, Grügelborn, Leitersweiler und Reitscheid dem Amt Namborn und Hirstein dem Amt Türkismühle eingegliedert und gehörten damit erstmals dem Saarland an. Durch Anordnung vom 26. Februar 1947 wurde die Bezeichnung Amt Namborn durch die Bezeichnung Verwaltungsbezirk Namborn ersetzt. Mit Wirkung vom 1. Mai 1947 wurde Hirstein vom Verwaltungsbezirk Türkismühle dem Verwaltungsbezirk Namborn zugewiesen. Zu diesem Zeitpunkt endete auch die gemeinsame Verwaltung der beiden Ämter (Verwaltungsbezirke) Namborn und St. Wendel-Land in Verbindung mit dem Zusammenschluss der Ämter (Verwaltungsbezirke) Alsweiler und St. Wendel-Land zu dem neuen Amt (Verwaltungsbezirk) St. Wendel-Land. Gleichzeitig wurden Baltersweiler, Haupersweiler, Leitersweiler und Urweiler aus dem Verwaltungsbezirk Namborn ausgegliedert und in den neuen Verwaltungsbezirk St. Wendel-Land eingegliedert. Der Trennung der beiden Ämter (Verwaltungsbezirke) folgte vom 8. Mai 1947 bis 20. Oktober 1950 eine vorübergehende Verlegung des Verwaltungssitzes des Verwaltungsbezirkes Namborn nach Namborn, Heisterberger Straße (Gasthaus Sesterheim) mit anschließender Rückkehr nach St. Wendel, Julius Bettingen-Str. 5. Die Gemeindeordnung vom 10. Juli 1951 wandelte mit Wirkung vom 1. September 1951 die Bezeichnung Verwaltungsbezirke wieder in Ämter (Amt Namborn) um. Mit Wirkung vom 1. Juli 1952 wurden die Gemeinden Baltersweiler, Haupersweiler, Leitersweiler, Oberkirchen, Schwarzerden und Urweiler aus dem Amt St. Wendel-Land ausgegliedert und ins Amt Namborn eingegliedert. Gleichzeitig wurde die Bezeichnung von Amt Namborn in Amt Oberkirchen-Namborn geändert. Dem Amt Oberkirchen-Namborn gehörten somit folgende 17 Gemeinden an:
Baltersweiler, Eisweiler, Furschweiler, Gehweiler, Grügelborn, Haupersweiler, Heisterberg, Hirstein, Hofeld-Mauschbach, Leitersweiler, Namborn, Oberkirchen, Pinsweiler, Reitscheid, Roschberg, Schwarzerden und Urweiler.
Durch das Gesetz zur Vorbereitung der kommunalen Gebiets- und der Verwaltungsreform im Saarland vom 17. Dezember 1970 wurde mit § 2 Abs. 3 Satz 1 „Bei der Neugliederung der Gemeinden sind Einheitsgemeinden zu bilden“ die Auflösung der seit Jahrhunderten bestehenden selbständigen Gemeinden und Ämter in die Wege geleitet. Mit dem Neugliederungsgesetz vom 19. Dezember 1973 wurden schließlich zum 1. Januar 1974 die bisherigen selbständigen Gemeinden zu Einheitsgemeinden zusammengeschlossen und die bisherigen Ämter aufgelöst. Als Rechtsnachfolger des Amtes Oberkirchen-Namborn wurde die neue Gemeinde Namborn mit den zehn Ortsteilen (Gemeindeteilen) Baltersweiler, Eisweiler, Furschweiler, Gehweiler, Heisterberg, Hirstein, Hofeld-Mauschbach, Namborn, Pinsweiler und Roschberg bestimmt. Die restlichen sieben ehemaligen Gemeinden Leitersweiler und Urweiler wurden der Stadt St. Wendel und die Gemeinden Grügelborn, Haupersweiler, Oberkirchen, Reitscheid und Schwarzerden der Gemeinde Freisen zugeordnet.
Mitte August 1975 erfolgte schließlich die Verlagerung der Amtsgeschäfte von St. Wendel, Julius Bettingen-Str. 5 zum Rathaus im Ortsteil Hofeld-Mauschbach, Schloßstr. 13, dem neuen Verwaltungssitz der Gemeinde Namborn.

### Ortsteile
Für alle zehn Ortsteile der Gemeinde Namborn bestehen eigene Artikel, auch für den gleichnamigen Ortsteil Namborn.
- Baltersweiler; Ersterwähnung: 1304 Balterswilre
- Eisweiler; Ersterwähnung: 1335 Eynßwilre[13]
- Furschweiler
  - Ersterwähnung: 1469 Forswyler, 1328 Born (Bornerhof)[14]
- Gehweiler; Ersterwähnung: 1325 Gewiller
- Heisterberg
  - Ersterwähnung: 1360 Heysterberg[15]
  - Heisterberg wird im Volksmund auch „die Mauer“ genannt.
- Hirstein; Ersterwähnung: 1397 Hirstein
- Hofeld-Mauschbach
  - Ersterwähnung: 1278 Hoychfelde, 1303 Musbach – Führung mit Doppelnamen „Hofeld-Mauschbach“ – siehe unter Geschichte: Seit etwa Mitte des 19. Jahrhunderts […]
- Namborn; Ersterwähnung: 1360 Nuimborn
- Pinsweiler; Ersterwähnung: 1335 Pontwilre[16]
- Roschberg; Ersterwähnung: 1335 Roßbergh[17]

### Einwohnerentwicklung
Zusammenfassung der Einwohner der ehemaligen Gemeinden (siehe Einzelergebnisse bei den 10 Ortsteilen):

- 1787 = 650 Einwohner – Amt St. Wendel (Kurfürstentum Trier) – ohne Hirstein und Namborn, Hofeld und Gehweiler nur zum Teil[18]
- 1819 = 1540 Einwohner – Bürgermeisterei Namborn, Roschberg in Bürgermeisterei Oberkirchen (Fürstentum Lichtenberg/Herzogtum Sachsen-Coburg), Hirstein im Fürstentum Birkenfeld (Herzogtum Oldenburg)[19]
- 1843 = 2174 Einwohner – Bürgermeisterei Oberkirchen (Rheinprovinz/Königreich Preußen)[20], Hirstein im Fürstentum Birkenfeld (Herzogtum Oldenburg)[21]
- 17. Mai 1939 = 5189 Einwohner – Amt Namborn (Saarland), Hirstein im Amt Nohfelden und Gehweiler im Amt Freisen in Berschweiler (Preußen/Rheinprovinz) – Volkszählung 1939[22]
- 14. November 1951 = 6011 Einwohner – Amt Namborn – Volkszählung 1951
- 6. Juni 1961 = 6914 Einwohner – Amt Oberkirchen-Namborn – Volkszählung 1961 (1.323 Wohngebäude)[23]
- 27. Mai 1970 = 7593 Einwohner – Amt Oberkirchen-Namborn – Volkszählung 1970
- 31. Dezember 1973 = 7433 Einwohner – Amt Oberkirchen-Namborn – Gebiets- und Verwaltungsreform zum 1. Januar 1974[24]
- 25. Mai 1987 = 7386 Einwohner – Gemeinde Namborn – Volkszählung 1987[25]
- 9. Mai 2011 = 7406 Einwohner – Gemeinde Namborn – Zensus 2011 (2547 Wohngebäude)
- 31. Dezember 2024 = Fortschreibung durch die Gemeinde: mit Hauptwohnung = 7000 Einwohner, mit Nebenwohnung in der Gemeinde = 395 Einwohner[26]

Diagramm:
| Namborn: Einwohnerzahlen von 1787 bis 2024 | Namborn: Einwohnerzahlen von 1787 bis 2024 | Namborn: Einwohnerzahlen von 1787 bis 2024 | Namborn: Einwohnerzahlen von 1787 bis 2024 | Namborn: Einwohnerzahlen von 1787 bis 2024 |
| ------------------------------------------ | ------------------------------------------ | ------------------------------------------ | ------------------------------------------ | ------------------------------------------ |
| Jahr                                       |                                            |                                            |                                            | Einwohner                                  |
| 1787                                       | 1787                                       |                                            | 650                                        | 650                                        |
| 1819                                       | 1819                                       |                                            | 1.540                                      | 1.540                                      |
| 1843                                       | 1843                                       |                                            | 2.174                                      | 2.174                                      |
| 1939                                       | 1939                                       |                                            | 5.189                                      | 5.189                                      |
| 1951                                       | 1951                                       |                                            | 6.011                                      | 6.011                                      |
| 1961                                       | 1961                                       |                                            | 6.914                                      | 6.914                                      |
| 1970                                       | 1970                                       |                                            | 7.593                                      | 7.593                                      |
| 1973                                       | 1973                                       |                                            | 7.433                                      | 7.433                                      |
| 1987                                       | 1987                                       |                                            | 7.386                                      | 7.386                                      |
| 2011                                       | 2011                                       |                                            | 7.406                                      | 7.406                                      |
| 2024                                       | 2024                                       |                                            | 7.000                                      | 7.000                                      |
|                                            |                                            |                                            |                                            |                                            |

## Politik

### Gemeinderat
Der Gemeinderat setzt sich nach der Kommunalwahl am 9. Juni 2024 folgendermaßen zusammen:
| Gemeinderat Namborn 2024 | Gemeinderat Namborn 2024 | Gemeinderat Namborn 2024 | Gemeinderat Namborn 2024 | Gemeinderat Namborn 2024 | Gemeinderat Namborn 2024 |
| ------------------------ | ------------------------ | ------------------------ | ------------------------ | ------------------------ | ------------------------ |
| Partei                   | CDU                      | FL Namborn               | SPD                      | AfD                      | LINKE                    |
| Sitze 2024               | 11                       | 6                        | 6                        | 3                        | 1                        |
| Sitze 2019               | 11                       | 8                        | 6                        | 0                        | 2                        |

### Bürgermeister
- 1. Januar 1974 bis 31. März 1983: Reinhold Sartorius, CDU
- 1. April 1983 bis 31. März 2001: Herbert Müller, SPD
- 1. April 2001 bis 30. November 2018: Theo Staub, SPD
- 1. Dezember 2018 bis heute: Sascha Hilpüsch, SPD

### Gemeindebezirke
Das Gemeindegebiet Namborn ist seit 15. Februar 1974 durch Satzung nach dem KSVG in folgende 8 Gemeindebezirke eingeteilt:
Baltersweiler, Eisweiler/Pinsweiler, Furschweiler, Gehweiler, Hirstein, Hofeld-Mauschbach, Namborn/Heisterberg und Roschberg.
Grundsätzlich bildet jeder Ortsteil der Gemeinde einen eigenen Gemeindebezirk. Die Ortsteile Heisterberg und Pinsweiler verfügen jedoch jeweils nicht über die geforderte gesetzliche Mindest-Einwohnerzahl von 200 Einwohnern zur Bildung eigener Gemeindebezirke. Daher bilden die Ortsteile Eisweiler und Pinsweiler den gemeinsamen Gemeindebezirk Eisweiler/Pinsweiler sowie die Ortsteile Namborn und Heisterberg den gemeinsamen Gemeindebezirk Namborn/Heisterberg.
Der Begriff „Gemeindebezirk“ ist ein rein rechtlicher Verwaltungsbegriff und stellt lediglich die „räumliche Abgrenzung der Zuständigkeit des jeweiligen Ortsrates“ dar (Gebrauch daher nur in Verbindung mit einer Ortsrats- bzw. Ortsvorstehertätigkeit; Name des Ortsteiles hat Vorrang).

### Wappen
Seit 1976 führt die Gemeinde ihr Wappen, auf dem in Rot auf einem goldenen Dreiberg ein gezinnter goldener Turm mit zwei schwarzen Fenstern, begleitet rechts und links von je einer goldenen heraldischen Lilie abgebildet ist. Gleichzeitig wurde ihr das Recht verliehen, die Farben „Rot-Gelb“ als Gemeindefarben zu führen.
Der Turm mit den drei Zinnen und zwei Fenstern symbolisiert die Liebenburg auf dem Schlossberg. Für die Darstellung wurde eine Abbildung eines ehemaligen Amtsschreibers von 1613 als Vorlage genutzt. Die Lilien wurden u. a. in Anlehnung an das Wappen der ehemals kurtrierischen Stadt, heute Kreisstadt St. Wendel aufgenommen. Die Farben Rot und Gold sind die des ehemaligen Herzogtums Lothringen, dem der Ortsteil Namborn angehörte; auch im Wappen der ehemaligen Lehnsherren der Liebenburg finden sich die beiden Farben wieder.

### Städtepartnerschaften
Seit 1987 besteht eine Partnerschaft zwischen Namborn und der rund 800 km entfernten französischen Stadt Langeac im Département Haute-Loire in der Region Auvergne-Rhône-Alpes.

## Wirtschaft und Infrastruktur
Der namensgebende Gemeindeteil Namborn hat zwar die meisten Einwohner und der Ortsteil Hirstein ist flächenmäßig gesehen das größte Dorf, Zentrum des öffentlichen Lebens ist jedoch der Ortsteil Eisweiler, wo sich neben einem viergliedrigen Einkaufszentrum, die Postagentur, die Liebenburghalle und das Seniorenzentrum „St. Laurentius“ befinden.

### Schulen
- Grundschule Namborn – Marienschule (Freiwillige Ganztagsschule)

### Kindergärten
In Namborn, Furschweiler und Hirstein bestehen Kindertageseinrichtungen in der Trägerschaft der Gemeinde.

### Verkehr
Namborn liegt an der Bundesstraße 41. Diese bildet von Nohfelden her kommend die Ortsdurchfahrt Hirstein und durchquert im weiteren Verlauf die Orte Pinsweiler und Eisweiler (in Richtung St. Wendel). Die Regionalbahn auf der Nahetalbahnstrecke verbindet die Gemeinde bzw. ihre drei Bahnhöfe/Haltepunkte Baltersweiler, Hofeld-Mauschbach und Namborn mit Orten zwischen Bingen/Mainz und Saarbrücken. Die im Gemeindegebiet verkehrenden Buslinien bedient seit 1. Januar 2016 die Firma Saar-Mobil GmbH, Püttlingen (Saarländischer Verkehrsverbund). Die Landesstraßen L 132, L 133 und L 320 stellen die Verbindungen zur angrenzenden Stadt St. Wendel bzw. den angrenzenden Gemeinden Freisen und Oberthal her.

### Abwasserentsorgung
Im Jahre 1980 hat der Abwasserverband Saar mit dem Bau des ca. 18 km langen Hauptsammlers bis zur geplanten Kläranlage in Baltersweiler begonnen. Die Kläranlage Baltersweiler ist letztlich Ende 1990 in Betrieb gegangen. An diese Kläranlage mit mechanisch-biologischer Reinigung sind alle Ortsteile der Gemeinde Namborn außer Heisterberg angeschlossen. Die Abwässer von Heisterberg werden seit Ende 2006 durch eine sog. mischwasserbeschickte Pflanzenkläranlage (für 100 Einwohnergleichwerte) entsorgt.

### Energieversorgung
Die Gemeindewerke Namborn GmbH (GWN), eine gemeinsame Gesellschaft der Gemeinde Namborn und der VSE bzw. Energis GmbH Saarbrücken, wurde am 13. August 1991 gegründet. Gegenstand des Unternehmens ist die Gasversorgung im Gemeindegebiet, die Erbringung von Ver- und Entsorgungsdienstleistungen sowie eine darüber hinausgehende Umsetzung des kommunalen Energiekonzeptes.

In den Ortsteilen Baltersweiler, Eisweiler, Furschweiler, Hofeld-Mauschbach und Namborn besteht die Möglichkeit der Versorgung mit Erdgas. Die Wasserversorgung liegt seit 1. Januar 2003 in den Händen der WVW Wasser- und Energieversorgung Kreis St. Wendel GmbH.
Die Geschäftsführer der Gemeindewerke Namborn GmbH  (Je 1 Vertreter seitens der Gemeinde Namborn und 1 Vertreter seitens der VSE/Energis)
sind im Handelsregister beim Amtsgericht St. Wendel (HRB 967) bzw. beim Amtsgericht Saarbrücken (HRB 80967) hinterlegt.

## Kultur und Sehenswürdigkeiten

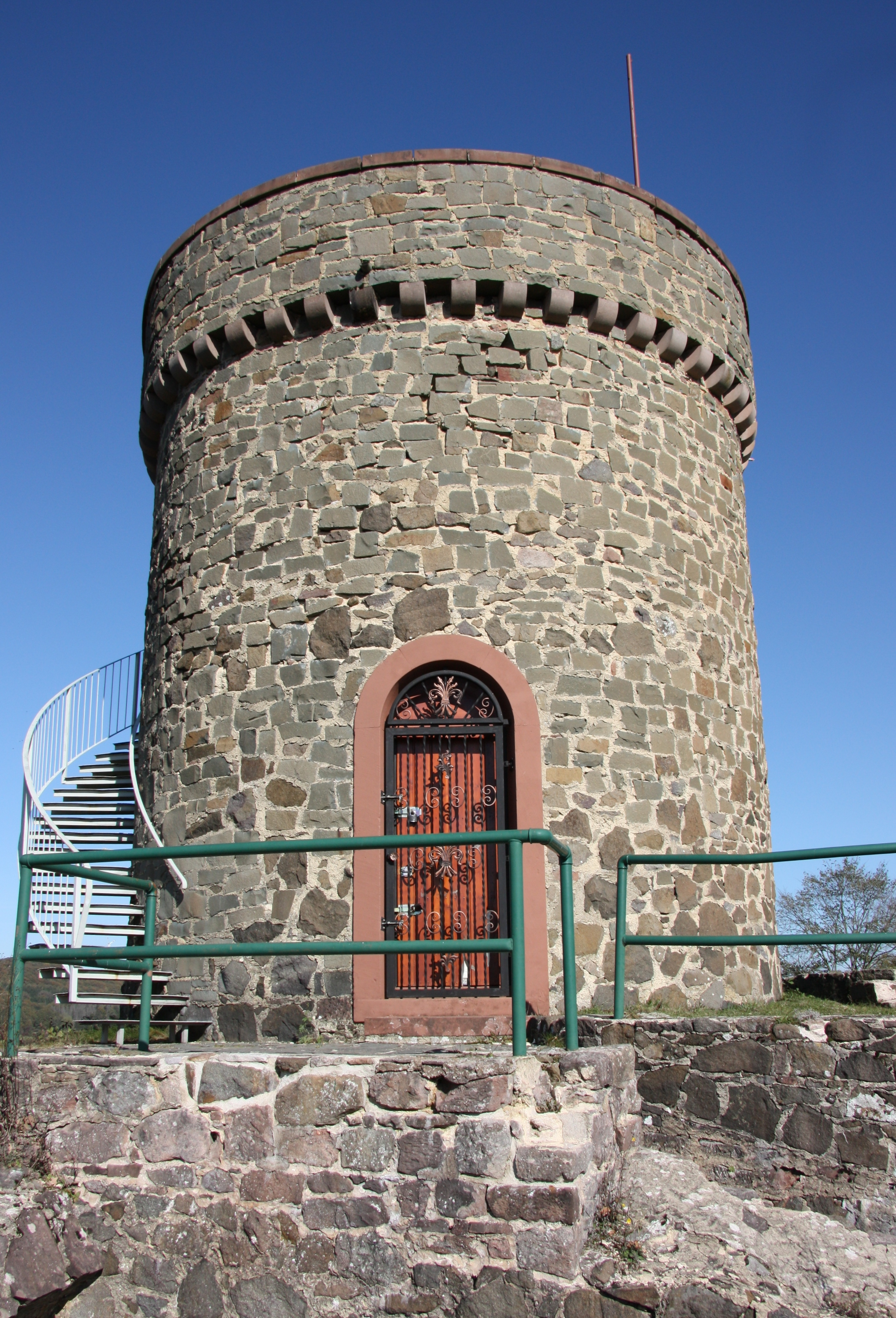
Die Liebenburg bei Eisweiler

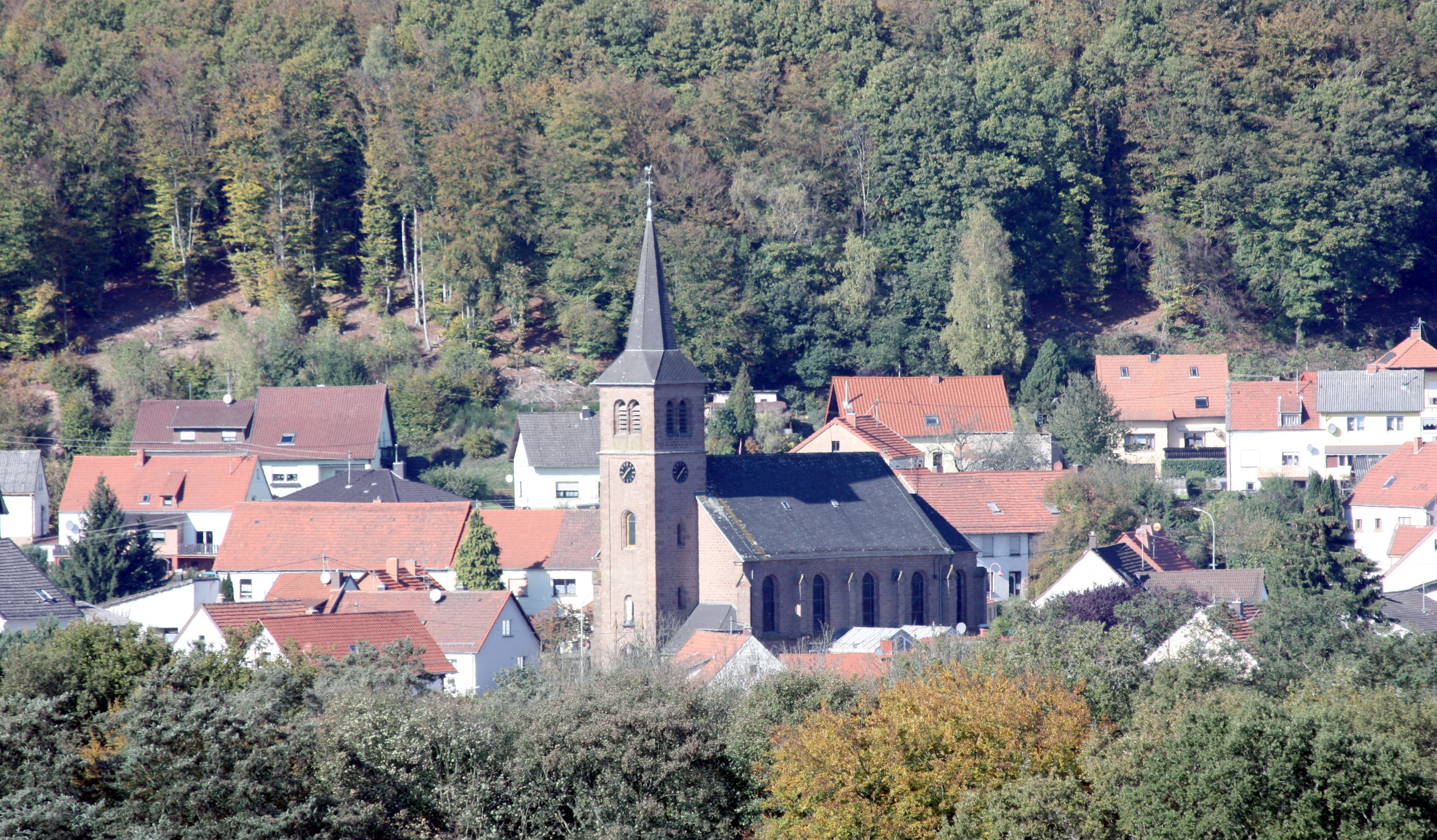
Kirche „Mariä Himmelfahrt“ in Namborn

- In allen Ortsteilen (außer Pinsweiler) stehen Dorfgemeinschaftsräume zur Verfügung.
- Beliebtes Ausflugsziel für Wanderer ist die Ruine der aus dem 12. Jahrhundert stammenden Liebenburg im Ortsteil Eisweiler. Der 1976/77 auf den Bergfriedfundamenten errichtete, weithin sichtbare Aussichtsturm bietet Ausblicke über die Gemeinde und das St. Wendeler Land und beherbergt ein Trauzimmer für Hochzeiten.[31]
- Der in 2009 geschaffene Premium-Wanderweg „Schmuggler-Pfad“ (mit 53 Punkten bewertet) hat eine Streckenlänge von 12,8 km bei einer Höhenlage von 310 bis 480 m über NN (Höhenmeter 436 m). Bei dem mittelschweren Schwierigkeitsgrad ist eine Gehzeit von 4 bis 4,5 Stunden einzuplanen. Startpunkt: am Schützenhaus im Ortsteil Hofeld-Mauschbach, Furschweilerstraße (mit empfohlener Gehrichtung im Uhrzeigersinn). Für Wandergruppen bietet sich auch die Möglichkeit einer geführten Wanderung. Telefonische Anmeldung im Namborner Rathaus.
- Auch die Straße der Skulpturen, die von St. Wendel zum Bostalsee führt, berührt bei Baltersweiler das Gemeindegebiet.
- Durch die Gemeinde verlief auch der Westwall, von dessen Anlagen im Gemeindegebiet jedoch nur noch bei Hirstein und Gehweiler gesprengte Bunker oder bei Hofeld-Mauschbach und Baltersweiler wenige Überreste in Form von Höckerlinien vorhanden sind.

Sehenswert sind des Weiteren die Pfarrkirchen Mariä Himmelfahrt in Namborn und St. Willibrord in Baltersweiler. Eine ähnliche Kirche wie Mariä Himmelfahrt ist St. Markus in Braunshorn.

## Persönlichkeiten

### Söhne und Töchter der Gemeinde
- Bernhard Cullmann (* 4. Dezember 1903; † 10. August 1977), Orientmaler und Grafiker
- Josef Born (* 6. November 1904; † 14. April 1987), Politiker, Mitglied des Landtags des Saarlandes
- Otwin Massing (* 3. Mai 1934; † 5. August 2019), Politikwissenschaftler und Soziologe
- Heinrich Mülthei (* 4. April 1937 in Furschweiler; † 17. Juli 2025)[32], Professor an der Johannes Gutenberg-Universität Mainz
- Thomas Kleist (* 1955 Gehweiler), Intendant des saarländischen Rundfunks i. R.

### Verbunden mit Namborn
- Bernadette Mac-Nelly (1920–2002), Malerin, Designerin, Bühnen- und Kostümbildnerin, lebte von 1982 bis 2002 in Baltersweiler
- Rainer Grün (1950–2010), Staatssekretär im Saarländischen Ministerium für Umwelt a. D., lebte in Furschweiler